# Lucie Bouthors
 Lucie Bouthors, née le 13 mai 1988 à Saint-Étienne (Loire), est une joueuse franco-turque de basket-ball. Elle évolue au poste de meneuse.

## Biographie
Lucie Bouthors est née d'un père français et d'une mère d'origine turque.
Après deux saisons à Antakya, elle rejoint le club de Kayseri Kaski qui dispute l'Euroligue.
Après avoir passé la saison 2016-2017 en seconde division turque à Edremit pour consolider un retour de blessure, elle retrouve l'élite avec Adana ASKI. Elle se blesse au ligament du genou en décembre à l'entraînement, ce qui met un terme à sa saison avec Adana.

## Clubs
- 2003 - 2004 :  Centre fédéral (NF2)
- 2004 - 2006 :  Centre fédéral (NF1)
- 2006 - 2007 :  Union sportive Valenciennes Olympic (LFB)
- 2007 - 2008 :  COB Calais (LFB)
- 2008 - 2009 :  SJS Reims (LFB)
- 2009 - 2011 :  Beşiktaş JK (TKBL)
- 2011 - 2012 :  Optimum TED Ankara Koleji (TKBL)
- 2012 - 2014 :  Homend Antakya Belediyespor (TKBL)
- sept. - déc. 2014 :  Kayseri Kaski (TKBL)
- déc. 2014 - mai 2015 :  Osmaniye (TKBL)
- sept. - déc. 2015 :  Université du Proche-Orient (KBSL)
- déc. 2015-2016 :  Université Abdullah Gül (ex-Kayseri Kaski) (KBSL)
- 2016-2017 :  Edremit
- 2017- :  Adana ASKI (KBSL)

## Palmarès

### En club
International
National
- Championne de France : 2007
- Vainqueur de la coupe de France 2007 à Bercy
- Finaliste du tournoi de la fédération 2007

### En sélection
- Médaillée de bronze au Championnat d'Europe Junior : 2005
- Médaillée d'or aux Jeux de la francophonie au Niger en 2005
- Médaillée d' argent au Championnat d Europe Espoir : 2008